# ریتودرین
ریتودرین (به انگلیسی: Ritodrine HCI)
رده درمانی: آگونیست بتا سمپاتیک
اشکال دارویی: قرص، آمپول

## موارد مصرف
ریتودرین برای جلوگیری اززایمان زودرس تجویز میشود.

## مکانیسم اثر
این دارو به‌طور انتخابی‌گیرنده‌های بتاـ دو آدرنرژیک را تحریک وموجب شل شدن عضلات صاف رحم‌می‌گردد.

## عوارض جانبی
هیپرگلیسمی، سردرد، بی‌قراری، اضطراب، عصبانیت، تعریق، لرز، خواب‌آلودگی، رعشه، تهوع، استفراغ، بی‌اشتهائی، کسالت، نفخ، یبوست، اسهال، تغییر تعداد ضربان قلب مادر و جنین، فشارخون، دیس‌ریتمی، تپش قلب، درد قفسه سینه. 